# Ivy & The Teachers
Ivy & The Teachers was een Belgische powerpopband uit het begin van de jaren 1980. De groep ontstond uit de Brugse rockgroep St. James, die in 1979 was uiteengevallen. Producer Sylvain Vanholme wilde de groep positioneren als de Vlaamse tegenhanger van Jo Lemaire + Flouze, waarmee hij toen succes had op de Franstalige hitparade.
De groep bestond uit: Ingrid Vonck ("Ivy") (zang), haar toenmalige echtgenoot Jean-Marie Peire (drums), Geert Devuyst (gitaar), Noël Van Oyen (bas) en Jean-Marie Demeyer (keyboards). De song "Candy" kwam uit op de Belpop-compilatie-LP Get Sprouts. Ze brachten in 1980 en 1981 twee singles uit: Once Burnt Twice Learnt / Angry Faces (1980) en My Life / No More Plans (1981), beide op Lark Records.
Het volgende jaar werd de groep echter opgedoekt. Ingrid Vonck en Jean-Marie Peire gingen verder met een nieuwe groep, Beauty & The Beasts, echter zonder veel succes. De groep viel vooraleer ze een plaat had uitgebracht uiteen.
Postuum verscheen op het Duitse label X Records de LP Ivy and the Teachers, met elf tracks (en niet twaalf zoals op de hoes is vermeld).